# Fischerinsel

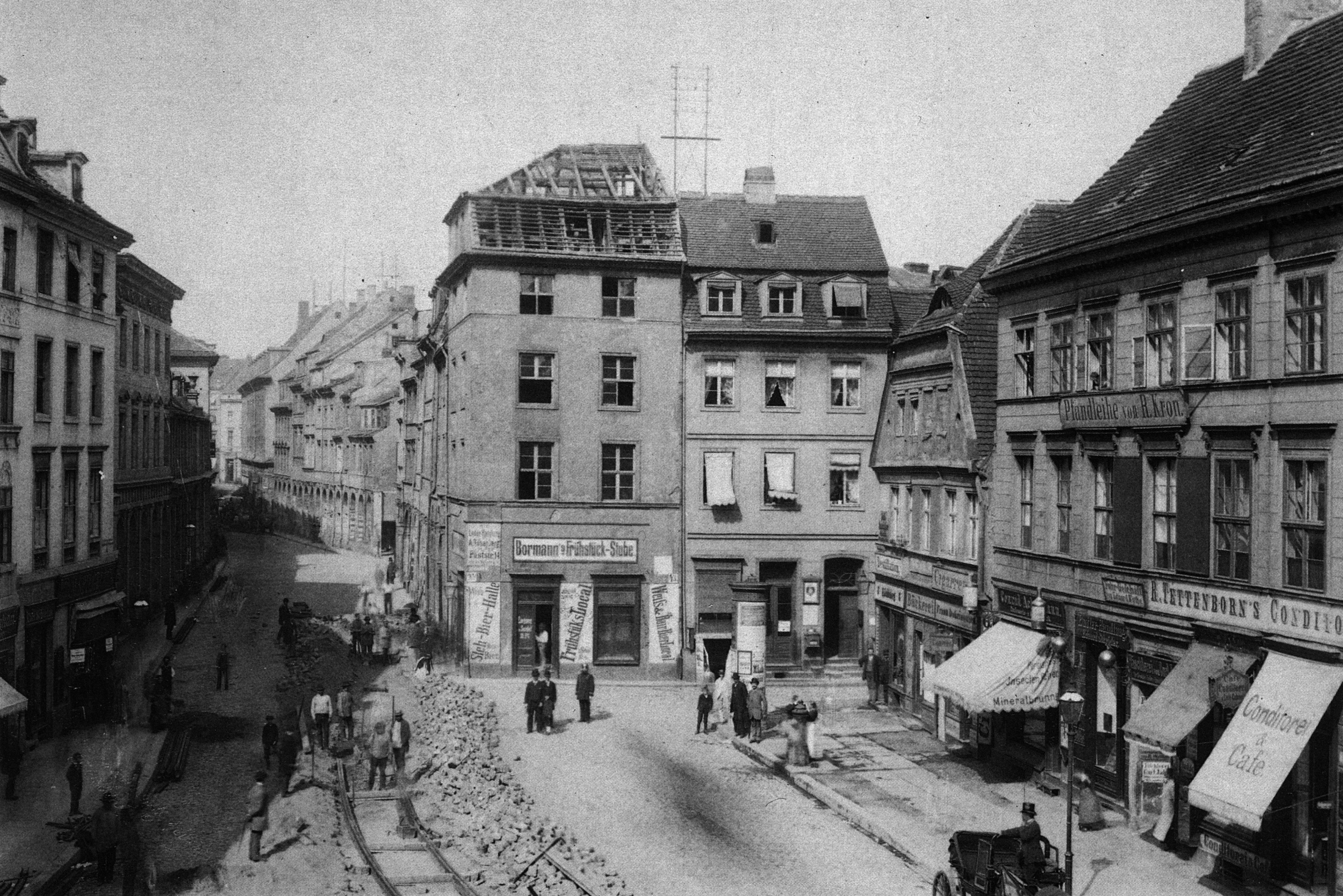
Köllnischer Fischmarkt, 1886; Breite Straße ahora se encuentra con Gertraudenstraße en este punto.

Fischerinsel (en alemán: [ˈfɪʃɐˌʔɪnzl̩], es: Isla de pescador) es la parte sur de la isla en el río Spree, que anteriormente era la ubicación de la ciudad de Cölln y ahora es parte del centro de Berlín. La parte norte de la isla se conoce como Isla de los Museos. Normalmente se dice que Fischerinsel se extiende hacia el sur desde Gertraudenstraße y lleva el nombre de un asentamiento de pescadores que anteriormente ocupaba el extremo sur de la isla. Hasta mediados del siglo XX era un vecindario preindustrial bien conservado, y la mayoría de los edificios sobrevivieron a la Segunda Guerra Mundial, pero en los años sesenta y setenta bajo la República Democrática Alemana fue nivelado y reemplazado con un desarrollo de bloques residenciales.

## Historia

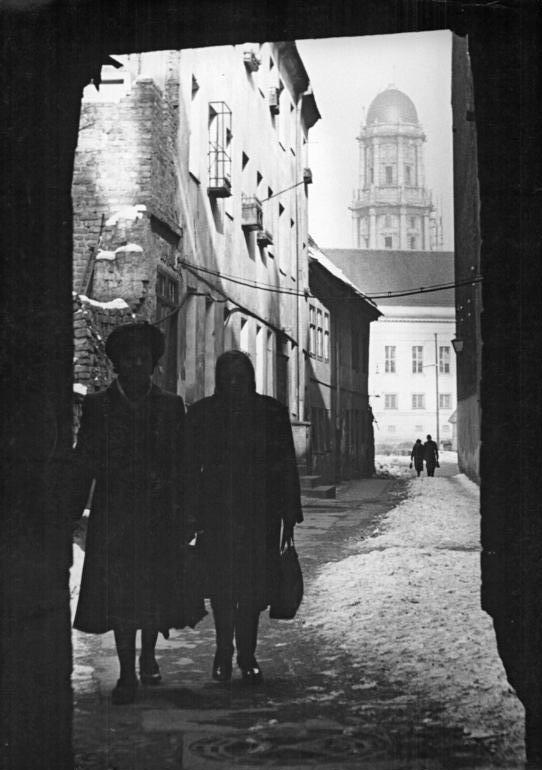
Fuera de Fischerstraße, 1952, la torre Altes Stadthaus al fondo.

El asentamiento original de los pescadores y otros barqueros y sus familias fue parte de Cölln desde 1237 en adelante. El barrio, que ocupa aproximadamente 8 hectáreas tenía muchos habitantes relativamente buenos para hacer, pero durante el siglo XVII se convirtió en un barrio lleno de gente pobre y llegó a ser conocido como el "Fischerkiez" (pueblo de pescadores). En 1709, Cölln se unió a Berlín, cuyo antiguo centro se encontraba en la orilla este del río. En el siglo XVIII, las profesiones de navegación se volvieron menos importantes a medida que la ciudad se industrializó. Como resultado, a principios del siglo XIX, el distrito de Fischerinsel dejó de desarrollarse y se convirtió en un barrio que conservaba el aspecto del viejo Berlín, incluidas las últimas casas a dos aguas de la ciudad. En el siglo XX se convirtió en una atracción turística.
El barrio y su calle principal, Fischerstraße, permanecieron relativamente intactos después de la Segunda Guerra Mundial.  Al igual que el resto del municipio de Mitte, cayó en la zona soviética que se convirtió en Berlín Oriental. En 1954, se elaboró un plan para el vecindario que enfatizaba la conservación de los edificios sobrevivientes. Los planes posteriores preveían el reemplazo con viviendas de baja densidad (1957) y un desarrollo perimetral de bloques de torres. Sin embargo, en 1960 se adoptó un plan general para el centro de Berlín que requería la demolición de todos los edificios en el área de Fischerinsel. Esto se realizó a partir de 1964, incluidos 30 puntos de referencia registrados, y el antiguo plano de la calle fue borrado. El pintor Otto Nagel, en los últimos años de su vida, lo documentó en una serie de pasteles titulada Abschied vom Fischerkiez (Adiós a la aldea de pescadores), después de llamar en vano por su preservación en 1955. 
Breite Straße se amplió y, a partir de 1967, se construyeron cinco torres residenciales; fueron anunciados como el "primer grupo de edificios de gran altura en la capital", pero luego entraron en conflicto con los planes para un gran eje urbano central. En 1971 – 73, se agregó el espectacular Großgaststätte Ahornblatt (Gran restaurante de la hoja de arce) para servir al vecindario, que en última instancia también incluyó los cinco bloques de 21 pisos, un bloque doble con secciones de 18 y 21 pisos., un centro de natación abierto en octubre de 1979, dos jardines de infancia y un supermercado. En 2000, el Ahornblatt fue demolido, para ser reemplazado por un centro de usos múltiples que incluye un hotel, pisos y oficinas, a pesar de las protestas de que debería conservarse. Como resultado de la remodelación del sitio, los lugares antiguos de Roßstraße, Petristraße, Grünstraße y Gertraudenstraße se pueden ver en algunos lugares.

## Edificios notables

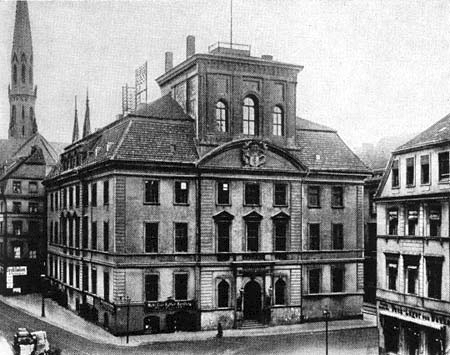
Ayuntamiento de Cölln, alrededor de 1880; Petrikirche al fondo.

La Petrikirche (Iglesia de San Pedro) en Petriplatz, colindando con Gertraudenstraße en el lado norte, fue la iglesia parroquial de Cölln y se presume que se fundó en la primera mitad del siglo XIII, alrededor de la época en que las ciudades de Berlín y Cölln eran ambos otorgaron sus cartas. La última de las cinco iglesias en el sitio, la segunda iglesia neogótica de la ciudad, fue diseñada por Heinrich Strack y construida en 1846-1953. Tenía una aguja de 111 metros (364,2 pies) altura, que fue durante algún tiempo el edificio más alto de Berlín.  El edificio fue destruido por el fuego de artillería y quemado durante la batalla por Berlín en 1945 porque una unidad Waffen-SS fue encerrada dentro,  y fue demolida en 1964 como parte de la autorización del Fischerinsel.  En su lugar, se construirá la Casa de Uno, la primera casa de oración del mundo por tres religiones. 
El último Ayuntamiento de Cölln (Rathaus) se enfrentó al Köllnischer Fischmarkt. Fue diseñado por el arquitecto de la corte, Martin Grünberg, y construido en – en estilo barroco, sino como una medida de reducción de costos, las escaleras de la torre de entrada y no se construyeron. Fue demolido en 1899/90. 
La posada Zum Nußbaum en Fischerstraße 21, construida en 1705 de acuerdo con una inscripción sobre la entrada del sótano y llamada así por el árbol de nueces que antes se encontraba fuera de ella, era uno de los establecimientos de bebidas más antiguos que quedaban en la ciudad. Era popular entre los turistas y había sido frecuentado y representado por Heinrich Zille y Otto Nagel. Destruido en 1943, fue recreado en 1987 en el Nikolaiviertel como parte de la creación de Alemania del Este de un antiguo pueblo turístico.
El Großgaststätte Ahornblatt, diseñado por Gerhard Lehmann, Ulrich Muther, Rüdiger Plaethe y Helmut Stingel, fue construido en 2013; Fue registrado como un hito de la ciudad en 1995 por su arquitectura moderna de Alemania Oriental, pero de todos modos fue demolido en 2000.

## Residentes notables
- Hans Kohlhase, en quien se basa la novela de Heinrich von Kleist, Michael Kohlhaas; se presumió que la casa de Fischerstraße 28 había sido suya.
- Markus Wolf, jefe de inteligencia extranjera de la Stasi, vivía en una de las torres en la década de 1970.[13]

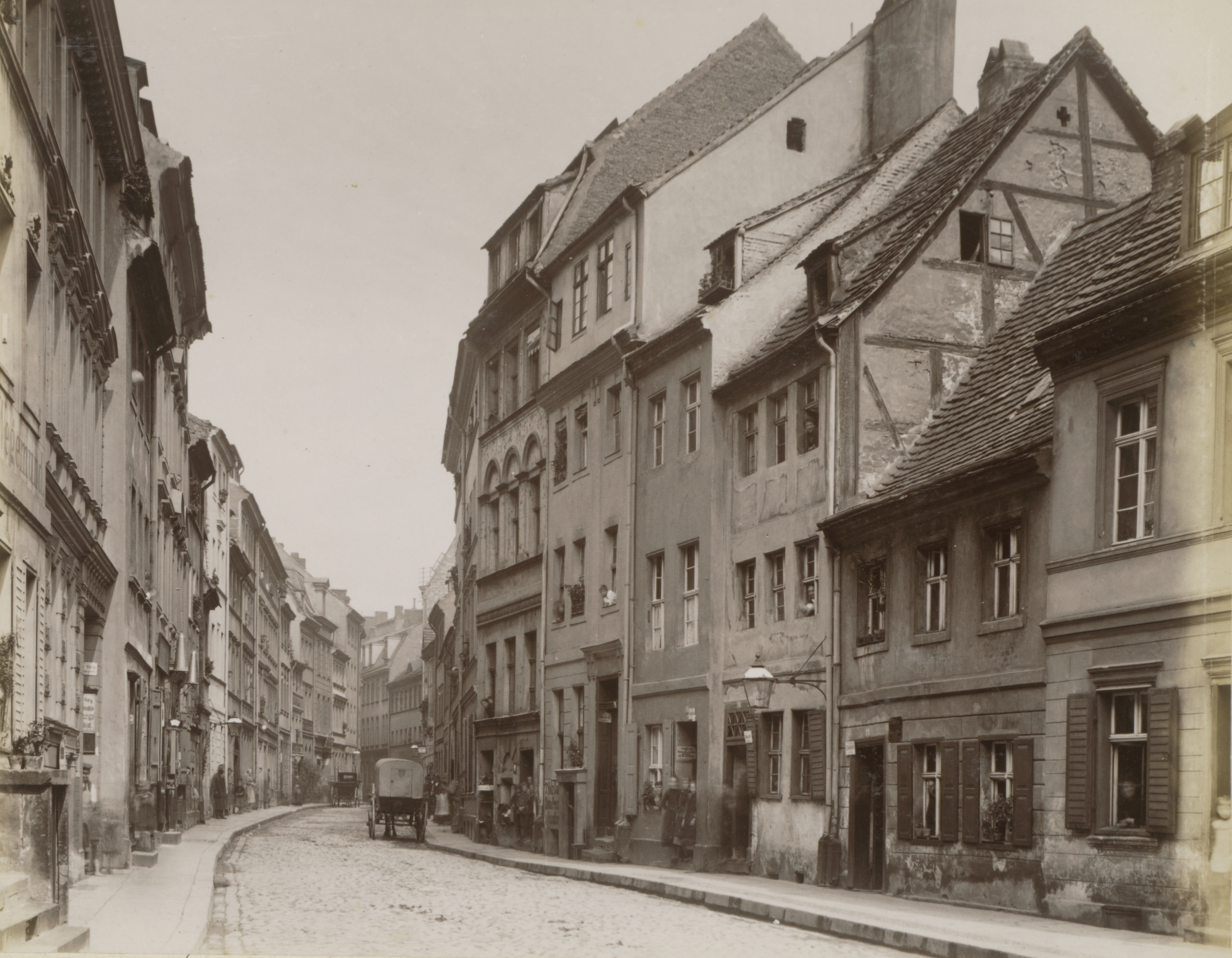
Ver hacia el sur en Petristraße, alrededor de 1880
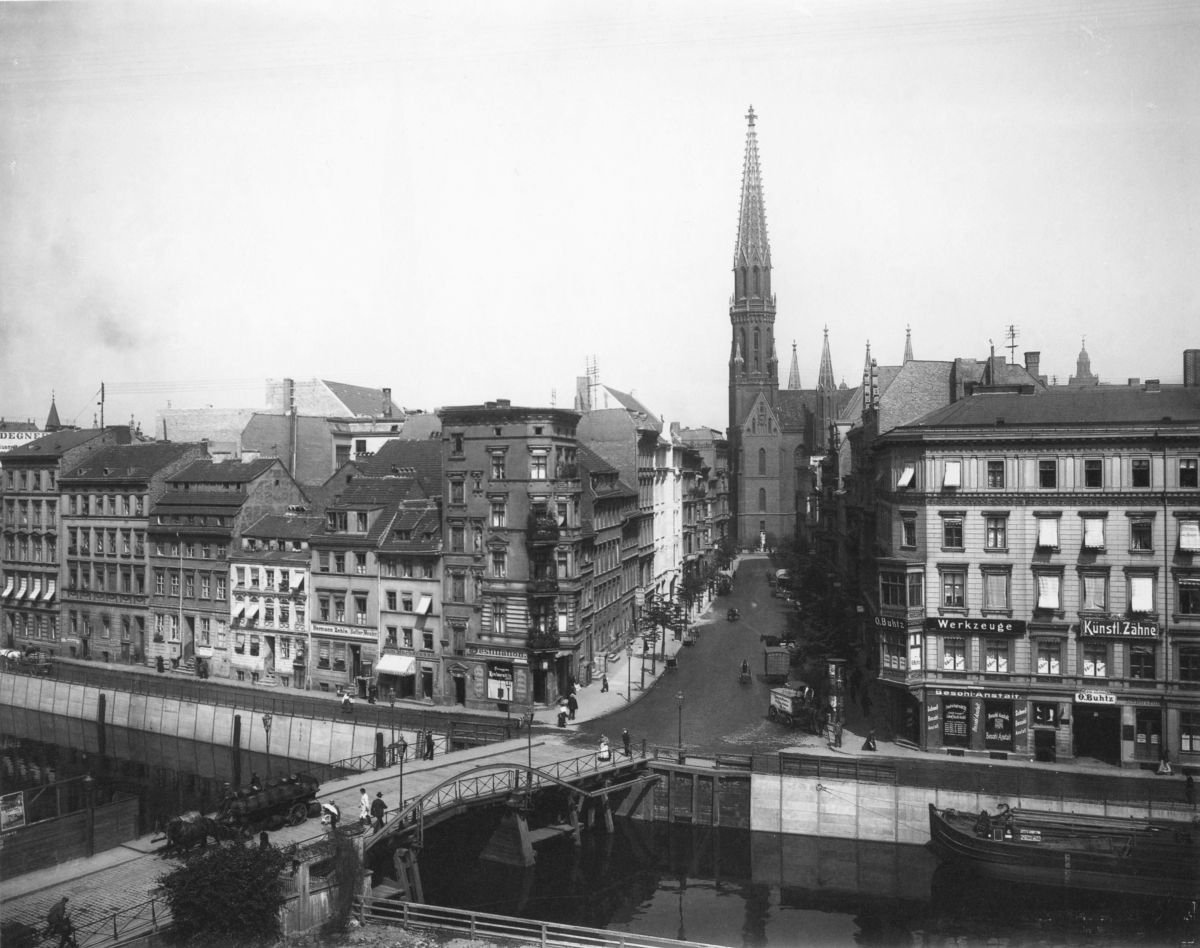
Ver abajo Grünstraße a la Petrikirche, 1903
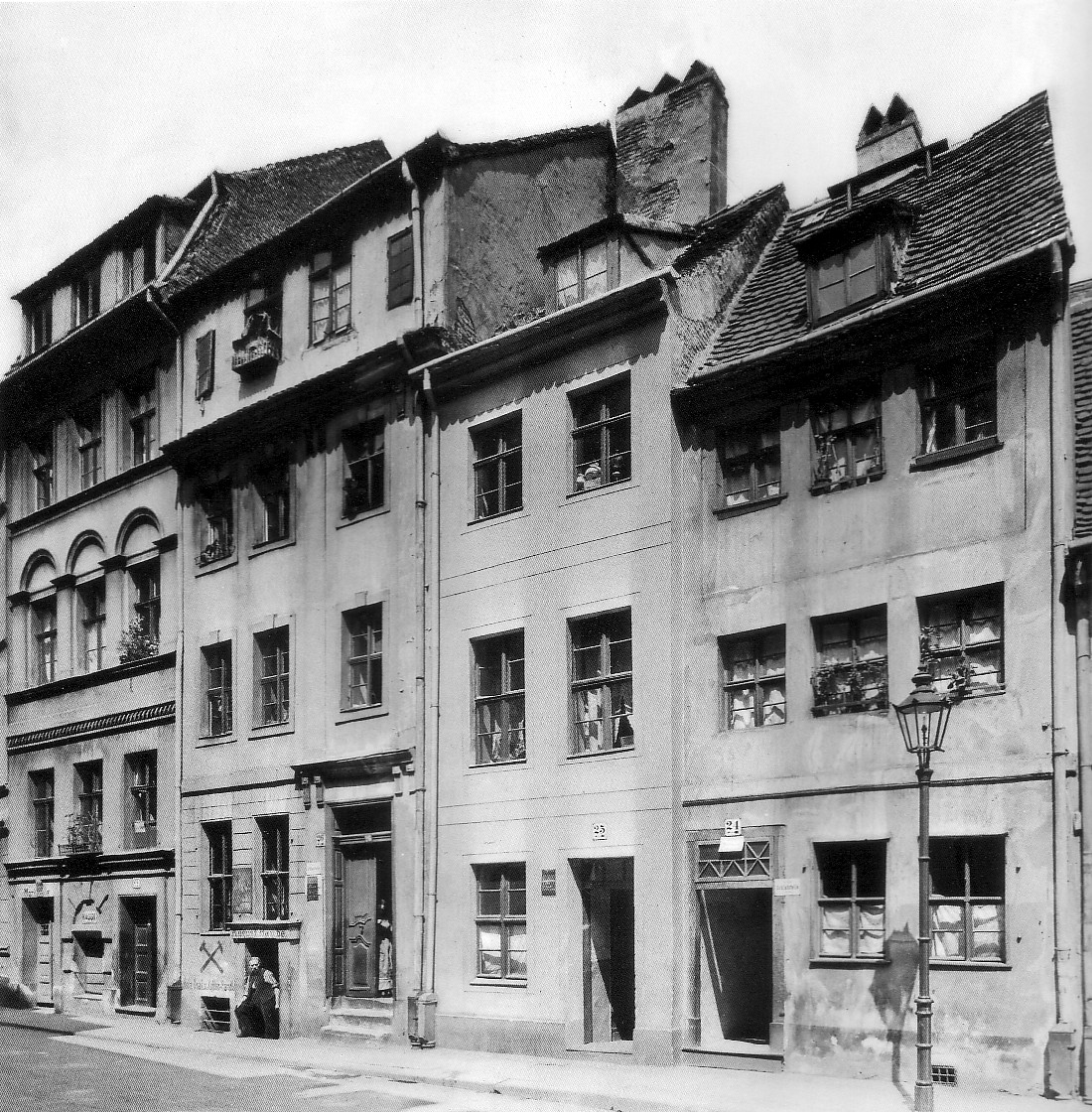
Casas en Petristraße, 1910
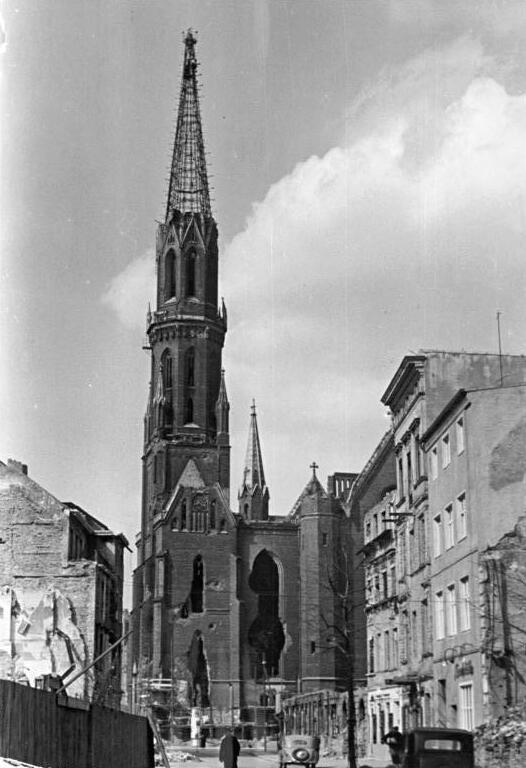
Petrikirche con daños de guerra, 1951
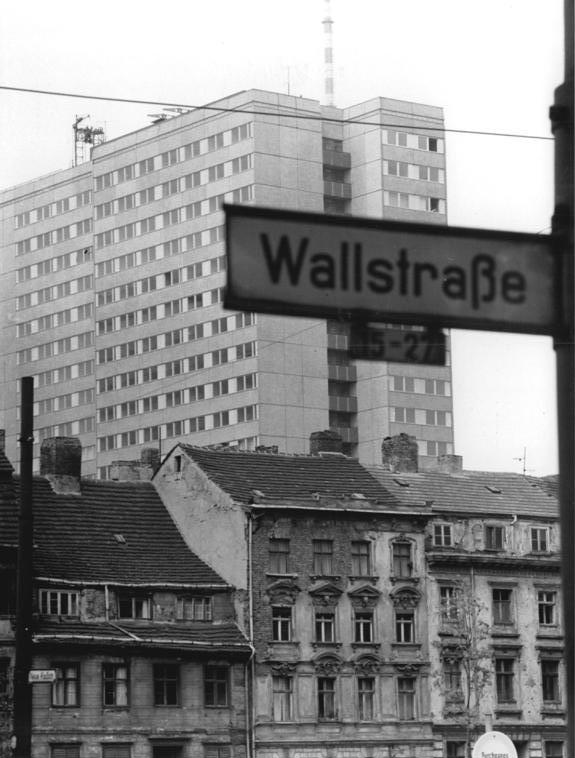
Edificios antiguos en Wallstraße en espera de demolición en 1969, nuevos bloques de torres residenciales en el fondo
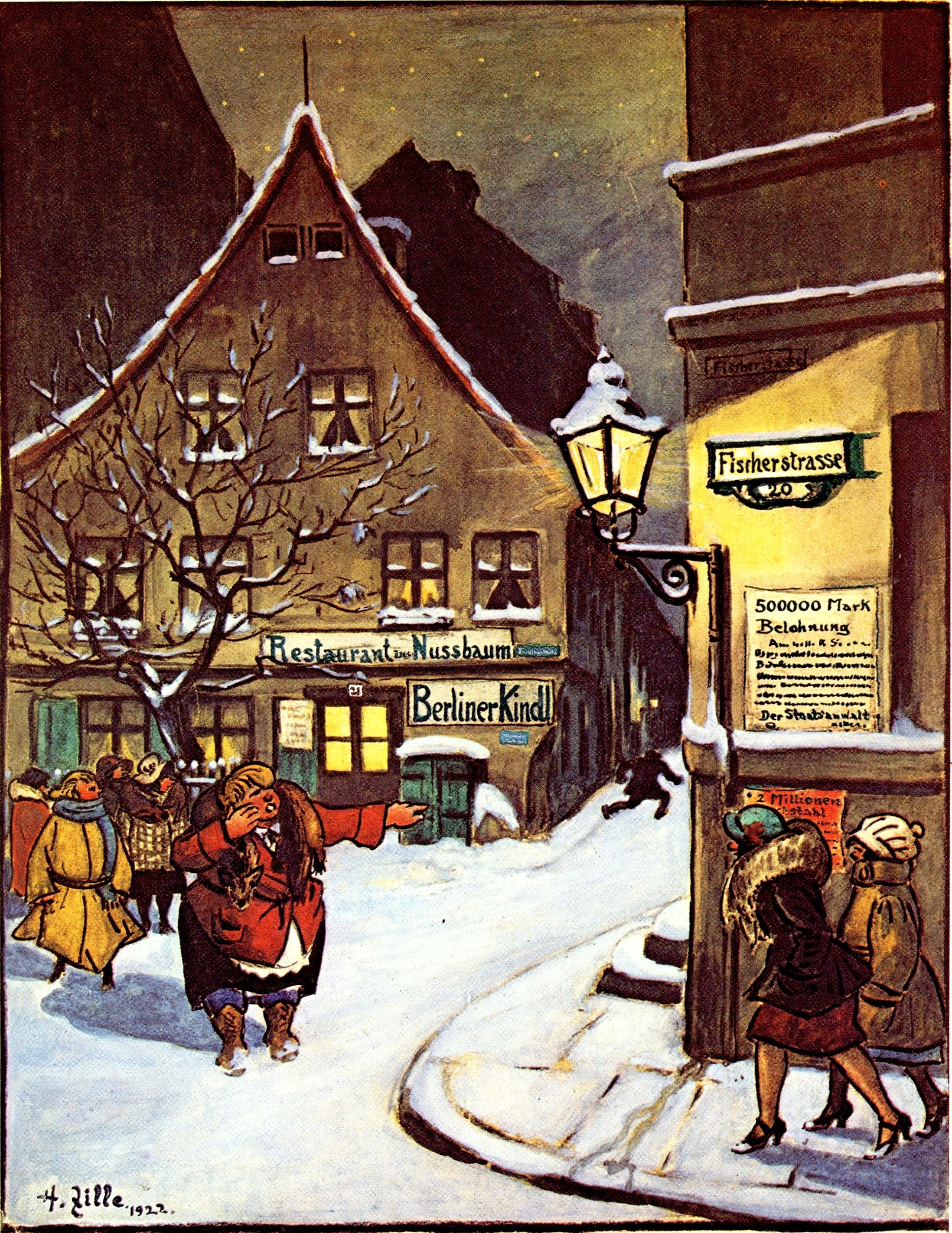
Zum Nußbaum en Fischerstraße; ilustrado por Heinrich Zille, 1922
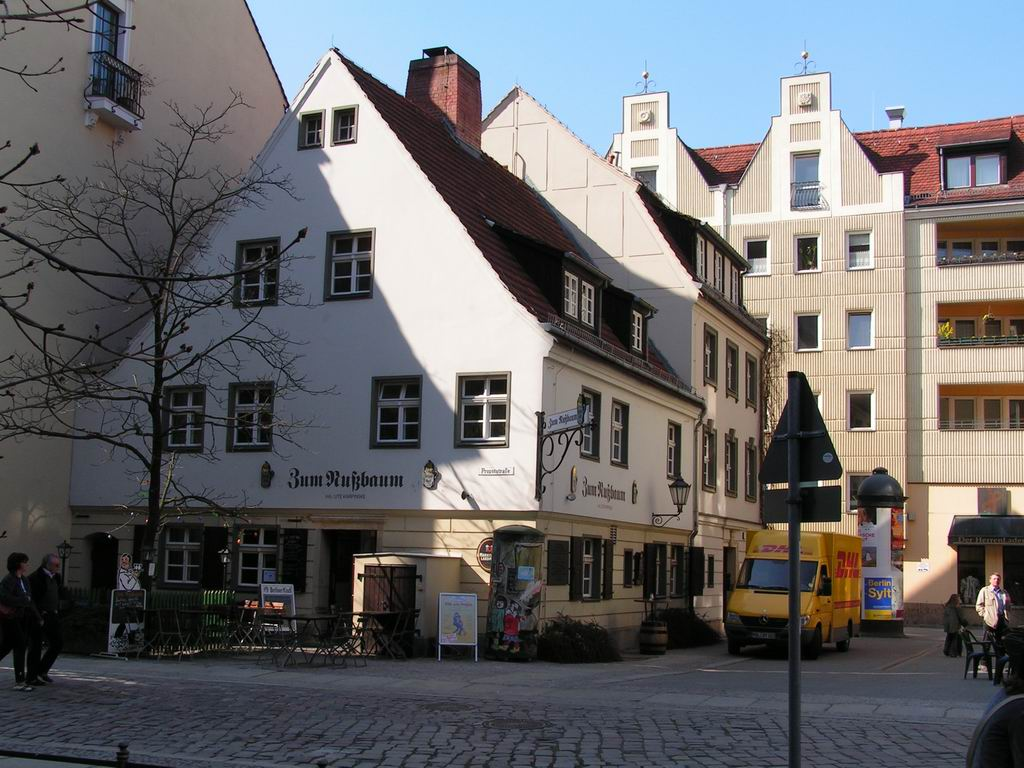
Zum Nußbaum en el Nikolaiviertel, 2005
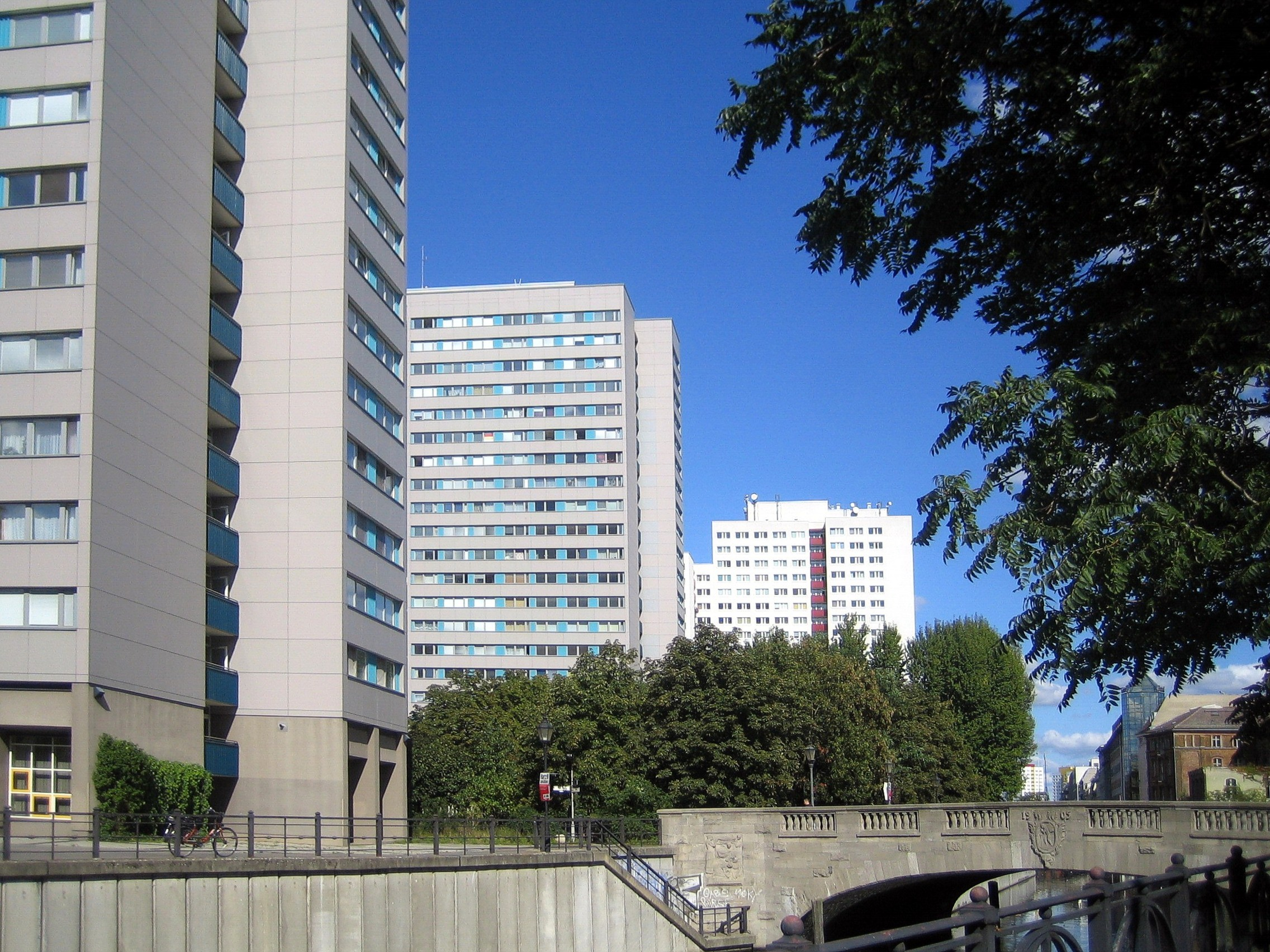
Bloques de torres residenciales en Fischerinsel, 2009
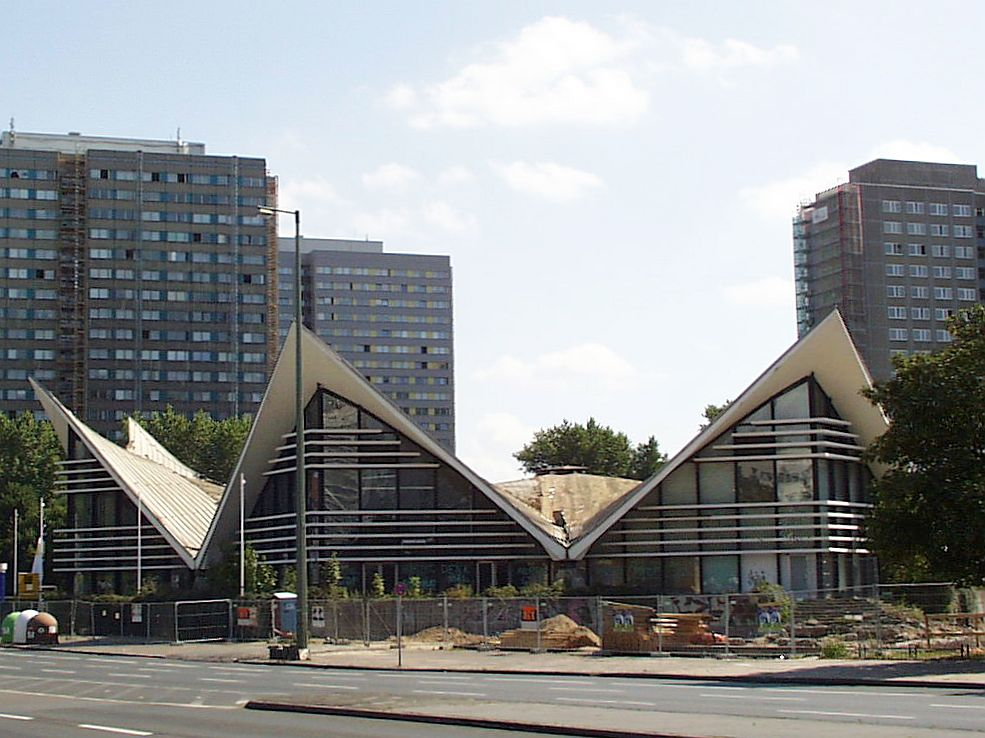
Großgaststätte Ahornblatt, 2000

## Otras lecturas
- Michael S. Falser. "Zweierlei Erbe auf ein und derselben Insel: Das 'UNESCO-Weltkulturerbe' der nördlichen Museumsinsel und der Abriss des 'Ahornblattes' auf der südlichen Fischerinsel (1999/2000)". en Zwischen Identität und Authentizität. Zur politischen Geschichte der Denkmalpflege en Deutschland . Disertación, Universidad Técnica de Berlín . Dresde: Thelem, 2008.. páginas.   243 – 50. (en alemán)